# 蔡泽 (战国)
蔡泽（？—？），战国时期秦国政治人物，一度擔任宰相，号纲成君（封地今在张家口怀安县），燕国人，博学善辩，为纵横家代表人物之一。 

## 簡介
秦國宰相應侯范雎以前推荐的郑安平和王稽都背叛了秦国，郑安平降赵，王稽為魏国間諜。秦国有一条法律：“凡荐人不效者，与所荐之人同罪。”虽然秦昭王不加怪罪，但范雎心中已有畏惧。
蔡澤先前周游很多大小诸侯国，但無人发现其才，所以一直怀才不遇。但蔡澤后来听说范雎荐人不效之事，所以前往秦国游说范雎，蔡澤告訴范雎，辭去宰相之位，退隱山林，享受應侯的爵位。還可以享有伯夷、許由、季札的美譽，與王子喬、赤松子一樣的高壽，否則就要有商鞅、白起、吳起、文種那種被诛杀的下場了。范雎畏懼，向秦昭王進言，讓位給蔡澤，擔任丞相輔佐秦昭王吞併周王室，幾個月後由于被人進讒言，蔡澤也選擇與范雎一樣的道路，称病让位。
蔡澤之后辅佐过秦孝文王和秦庄襄王。曾為秦國出使燕國，並迫使燕太子丹到秦國作政治人质。后于秦王政时期死去。

## 影视形象
- 《吕不韦传奇》，刘颖涛饰蔡泽。剧中蔡泽因不甘被吕不韦取代而成为成蛟的师傅，吕不韦故意安排蔡泽辅佐成蛟出征，蔡泽果然助成蛟作乱，在交战中误杀阳泉君后见大势已去便自杀。这些情节于史无据。

## 延伸阅读
[在维基数据编辑]
 《史記/卷079》，出自司馬遷《史記》